# Elga Schütz
Elga Schütz (* 1950 in Hildesheim) ist eine deutsche Schauspielerin und Hörspiel- bzw. Hörbuchsprecherin.

## Leben und Wirken
Ihre Schauspielausbildung erhielt sie von 1971 bis 1975 an der Staatlichen Hochschule für Musik in Hannover. Ein erstes Festengagement hatte sie am Badischen Staatstheater Karlsruhe, wo sie von 1975 bis 1977 u. a. in den Stücken Anatevka und Das Gespenst von Canterville zu sehen war.
Im Laufe ihrer Bühnenkarriere folgten weitere Auftritte beim Staatstheater Braunschweig und den Städtischen Bühnen Osnabrück sowie seit 1983 an den verschiedensten Hamburger Bühnen.
Im Imperial Theater gab sie mit Die Mausefalle ihr Krimidebüt und wirkte seither in fast allen Folgeproduktionen mit.
Bekanntheit im deutschen Fernsehen erlangte sie durch diverse Gastauftritte, u. a. den Serien Alphateam, Die Pfefferkörner oder neben Wolfgang Stumph in einem seiner Stubbe-Fälle. In der ZDF-Produktion Küstenwache war sie von 2006 an als KTU-Beamtin zu sehen, die gelegentliche Einsätze hatte. Zudem trat sie in einer Vielzahl kommerzieller Kinder- und Jugendhörspiele wie Ein Fall für TKKG oder Hanni und Nanni auf.

## Werk
Tonproduktionen
- seit 2021: Die 3 Senioren (Camryn Joyner)
- 2015: Die drei ???: Schattenwelt (Francine Breckenridge)
- Ein Fall für TKKG: seit Folge 156 (Frau Klamm, Klassenlehrerin von TKKG[2]; Frau Meerbott, Sekretärin der Internatsschule[3])
- Hanni & Nanni (70er- und Aktuelle-Ausgabe) seit Folge 30 (Mamsell)
- 2008: Das Schwarze Auge: Die Geheimnisvolle Burg (Harpyie)
- 2008: Das Schwarze Auge: Die Geheimnisvolle Burg (alte Bettlerin)
- 2008: Das Schwarze Auge: Die Ruinen von Shaba 'Yal (Chatisora)
- 2006: Fünf Freunde: Fünf Freunde und das Seeungeheuer (Mrs Leary)
- 2004: Die drei ???: Die Villa der Toten (Mrs Willow)
- 2002: Die drei ???: Gift per e-mail (Mrs Wood)
- Drizzt – Die Saga vom Dunkelelf: Folge 2-4 (Malice Do'Urden)

Fernseharbeiten
- 1996: Anwalt Martin Berg – Im Auftrag der Gerechtigkeit: Ein sauberer Tod (Haftrichterin)
- 1998: Alphateam: Alles neu, alles anders (Hannelore Frey)
- 2003: Kunden und andere Katastrophen (Betriebsratsvorsitzende)
- 2004: Zwei bei Kallwass (Mutter)
- 2006–2010: Küstenwache (KTU-Beamtin; 2010 als Erika Schütz)
- 2009: Stubbe – Von Fall zu Fall: Im toten Winkel (Chefin)
- 2009: Die Pfefferkörner: Schutzgeld (Richterin)
- 2015: Nord bei Nordwest – Der wilde Sven
- 2017: Alles Klara: Tod unter dem Kreuz (Monika Riedel)
- 2019: Camping mit Herz
- 2019: Tage des letzten Schnees
- 2024: Bettys Diagnose: Für immer … ?
- 2024: Neuer Wind im Alten Land: Beke wirbelt auf
- 2024: Neuer Wind im Alten Land: Gestrandet
- 2025: Neuer Wind im Alten Land: Erntezeit
- 2025: Neuer Wind im Alten Land: Stolz und Vorurteil
- Gastauftritte: Großstadtrevier, Streit um drei, Werbung u. a. für Edeka